# Erland Tursén
Erland Zacharias Tursén, född 1722, död 1778, var en svensk veterinär. 
Tursén studerade vid Uppsala universitet och disputerade under Linné 1745, därefter studerade han fåravel vid Höjentorp. Han gjorde en utländsk resa 1753-1756. Tursén har kallats Sveriges förste veterinär och redan 1751 beskrev han boskapspestens smittsamhet och patologi med god precision, han föreslog också adekvata åtgärder för att hindra smittspridning.
Tursén fick sin lön indragen på grund av försumlighet. Han dog i fattigdom.

## Mer läsning
- Blomqvist, Hans; Tullgren, Eva; Dyrendal, Ivar (1 juni 2006). ”Veterinärinrättningen i Stockholm 1821-1880”. http://www.kslab.ksla.se/pdftexter/inrattningen.pdf. Läst 1 oktober 2009.[död länk]